# Hanne Sandstad
Hanne Sandstad, född 1970, är en norsk orienterare som ingick i stafettlaget som tog guld vid VM 1999. Hon har även tagit tre VM-silver och ett VM-brons.